# Unió Política d'Homes per a l'Alliberament de les Dones
La Unió Política d'Homes per a l'Alliberament de les Dones (Men's Political Union for Women's Enfranchisement o MPU) va ser una associació política britànica fundada el 13 de gener de 1910 a Londres com a part del moviment del sufragi femení al Regne Unit. Fundada per Victor Duval i Hugh Franklin, pretenia fer front a «la decidida indiferència del govern» envers el sufragi femení. L'MPU tenia sucursals a tot el Regne Unit.

## Història
Els homes que volien donar suport a la Unió Política i Social de Dones (WSPU), però que no s'hi van poder unir a causa del seu sexe van establir la Unió Política d'Homes per a l'Alliberament de les Dones (MPU) el 1910. L'MPU de vegades va emprendre accions militants per si mateix i ha estat descrit com «un dels grups de suport d'homes més militants» del moviment per al sufragi femení.
Independentment de les seves altres opinions polítiques personals, l'MPU aplegà entre els seus membres el homes que compartien la seva aspiració fonamental: que les dones obtinguessin els mateixos drets de vot que ja tenien els homes.

## Activitats
A mesura que la lluita militant pel dret de vot de les dones es va fer més violenta, les membres de la Unió Política i Social de Dones (WSPU) van tenir més probabilitats de patir agressions i arrestos. L'MPU va actuar com a guardaespatlles no oficial durant la campanya de la WSPU, per intentar protegir-les de danys corporals, posant-se en un greu risc de lesions i empresonament. A la presó també van participar en vagues de fam per la causa.
El 17 de juliol de 1909, els membres de l'MPU van demanar justícia per a les dones que no podien assistir a les reunions. Com a reacció, van ser agredits.
L'MPU i la Lliga Masculina per al Sufragi Femení van celebrar el 17 de juliol de 1910 una reunió conjunta a Hyde Park per donar suport al projecte de llei de conciliació.

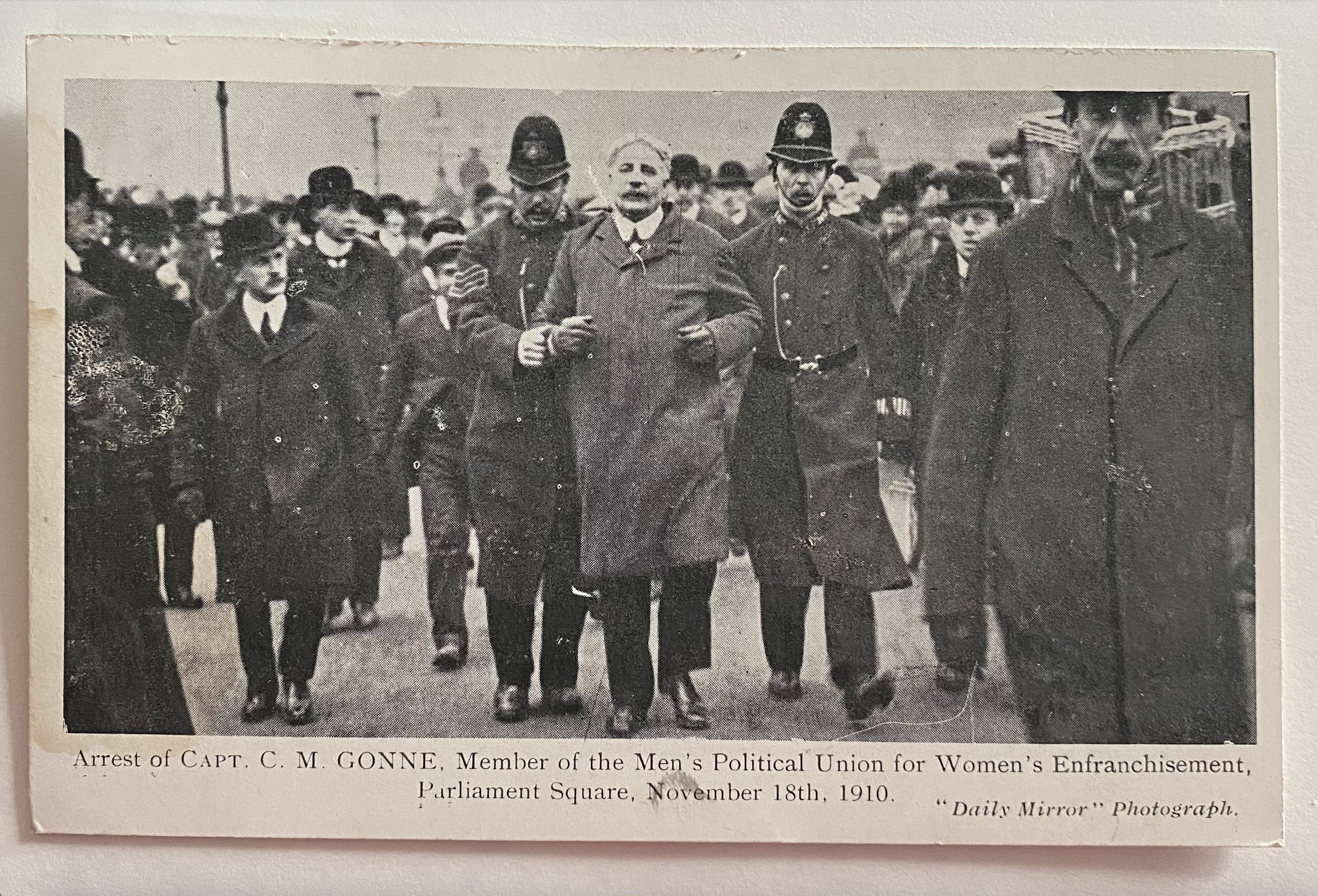
Detenció del capità Charles Melvill Gonne, sufragista i membre de l'MPU el «Divendres Negre», 18 de novembre de 1910. Daily Mirror.

El 18 de novembre de 1910 –el Black Friday o Divendres Negre– 300 sufragistes van marxar fins a la Cambra dels Comuns per protestar pel rebuig del primer projecte de llei de conciliació. El capità Charles Melvill Gonne, membre de l'MPU, va intervenir quan una dona estava sent detinguda per la força per la policia i va dir: «Em pots agafar a mi, però a ella no la prendràs». Aleshores es va publicar al Daily Mirror una fotografia d'ell agafat pels dos braços i conduït per la policia, una imatge que posteriorment es va publicar com a postal de propaganda sufragista per a la causa.
L'any 1913 es va argumentar a la Cambra dels Comuns del Parlament britànic que les reunions de l'MPU s'estaven fent tan grans que havien de ser dissoltes per la policia. El 1914, l'MPU va organitzar un «Grup de defensa dels portaveus de sufragi» per protegir-los d'assalts públics i detencions policials.
En una reunió a Limehouse, un membre de l'MPU es va enfilar a una columna per enarborar una bandera sufragista sobre els caps de dos ministres del gabinet.

## Membres notables
- Víctor Duval, Secretari d'organització i fundador[4][1]
- Henry Nevinson (president 1911–?)[1]
- Hugh Franklin, MP (Assistent Organitzador 1910)[1]
- Frank Rutter (Tresorer 1910–1911)[1]
- Henry Devenish Harben (Tresorer 1912–?)[1]
- HJ Gillespie (Secretari de publicacions 1912–?)[1]
- Gerald Gould
- Frederick Pethick-Lawrence
- Israel Zangwill
- GDH Cole
- Charles Melvill Gonne